# アンジェラ・トリンバー
アンジェラ・トリンバー（Angela Trimbur,  1981年7月19日 - ）は、アメリカ合衆国の女優、声優である。

## 来歴
1981年、ペンシルベニア州バックス郡に生まれる。エホバの証人の会員だったため、教育は自宅学習で済ませている。後にロサンゼルスを拠点とする劇団プレイハウス・ウェストで演劇を学び始め、2003年あたりからテレビドラマなどの端役として出演し始めてキャリアをスタート。インディーズ映画などで経験を積み、徐々に劇場公開の大型映画『ハロウィンII』などや『シークレット・アイドル ハンナ・モンタナ』などの話題作やテレビシリーズなどで知名度を上げていく。現在もコンスタントに出演作を増やし続けており、『ファイナル・ガールズ 惨劇のシナリオ』などのコメディ映画などでも印象を残している。

## 出演作品

### 映画
- Any Night But Tonight (2006)
- You Are Here (2007)
- Loaded (2007)
- Float (2008)
- ハロウィンII Halloween II (2009)
- The Harsh Life of Veronica Lambert (2009)
- Freak Dance (2010)
- the Future　ザ・フューチャー The Future (2011)
- Our Footloose Remake (2011)
- A Green Story (2012)
- キングス・オブ・サマー The Kings of Summer (2013)
- The Dramatics: A Comedy (2015)
- ファイナル・ガールズ 惨劇のシナリオ The Final Girls (2015)
- Trash Fire (2016)
- ホース・ガール Horse Girl (2020)

### テレビドラマ
- What Should You Do? (2003)
- アントラージュ★オレたちのハリウッド Entourage (2005)
- Imaginary Bitches (2008)
- シークレット・アイドル ハンナ・モンタナ Hannah Montana (2008)
- Secret Girlfriend (2009)
- Fake It Til You Make It (2010)
- コミ・カレ!! Community (2010)
- Workaholics (2013)
- カリフォルニケーション Californication (2013)
- 救命医ハンク セレブ診療ファイル Royal Pains (2013)
- Anger Management (2014)
- CSI:サイバー CSI: Cyber (2015)

### テレビアニメ
- メジャー・レイザー Major Lazer (2015)

### ビデオゲーム
- Pimp My Ride (2006)